# تینیس
تینیس یا تیس (به مصری: چِنو) پایتخت دودمان‌های نخستین مصر باستان بود. این شهر تاکنون پیدا نشده ولی دربارهٔ آن از سوی نویسندگان عهد باستان یادداشت‌های زیادی بر جای مانده؛ از جمله آن‌ها مان‌تو که آن را مرکز «کنفدراسیون تینیسی» ذکر می‌کند، کنفدراسیونی که رهبرش منس (یا نارمر) مصر را برای نخستین بار یکپارچه کرد و نخستین فرعون آن سرزمین شد.

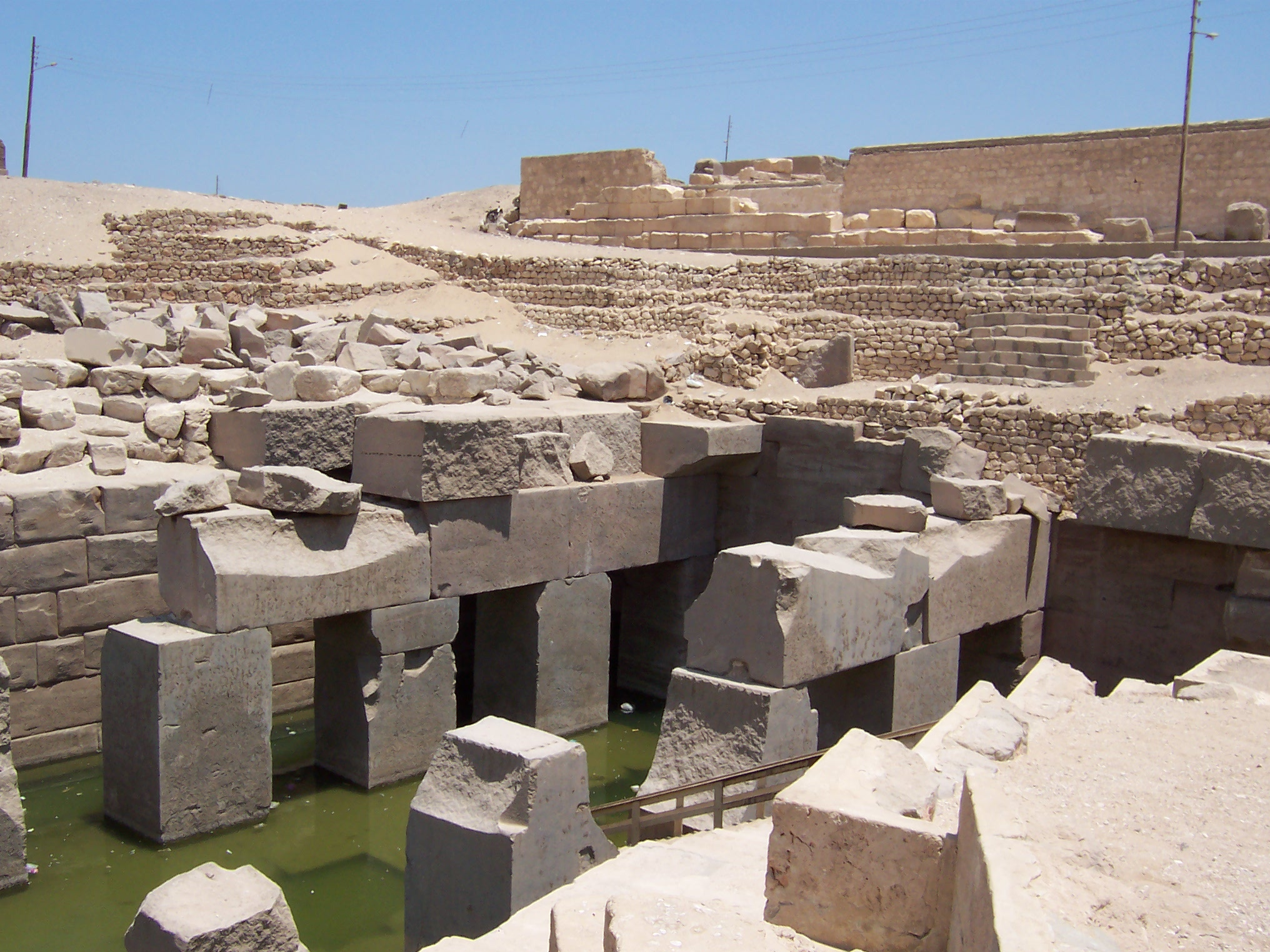
ابیدوس در نزدیکی (تصویر اوزیریون)، پس از واگذاری رتبه سیاسی خود به تینیس، یک مرکز مذهبی مهم باقی ماند.

به دلیل تاریخ کهنش، تینیس تا مدت‌ها مرکزی دینی باقی ماند و از آرامگاه و مومیایی خدای محلی پذیرایی می‌کرد. در باورهای مذهبی باستانی مصر مربوط به ستارگان، که برای نمونه در کتاب مردگان دیده می‌شوند، تینیس نقش مکانی اسطوره‌ای در آسمان را داراست.
با آنکه مکان دقیق این شهر ناشناخته است، اجماع مصرشناسان بر این است که موقعیت شهر در حومه شهر باستانی ابیدوس و امروزه جرجا بوده.